# Gronant
Gronant è un centro abitato del Galles, situato nella contea del Flintshire.